# 高麗大駅
高麗大駅（コリョデえき）は、大韓民国ソウル特別市城北区鍾岩洞にあるソウル交通公社6号線の駅である。駅番号は640。
鍾岩という副駅名がある。

## 歴史
- 2000年12月15日 - ソウル特別市都市鉄道公社（当時）6号線の駅として開業。
- 2017年5月31日 - ソウル特別市都市鉄道公社とソウルメトロが統合され、ソウル交通公社の駅となる。

## 駅構造

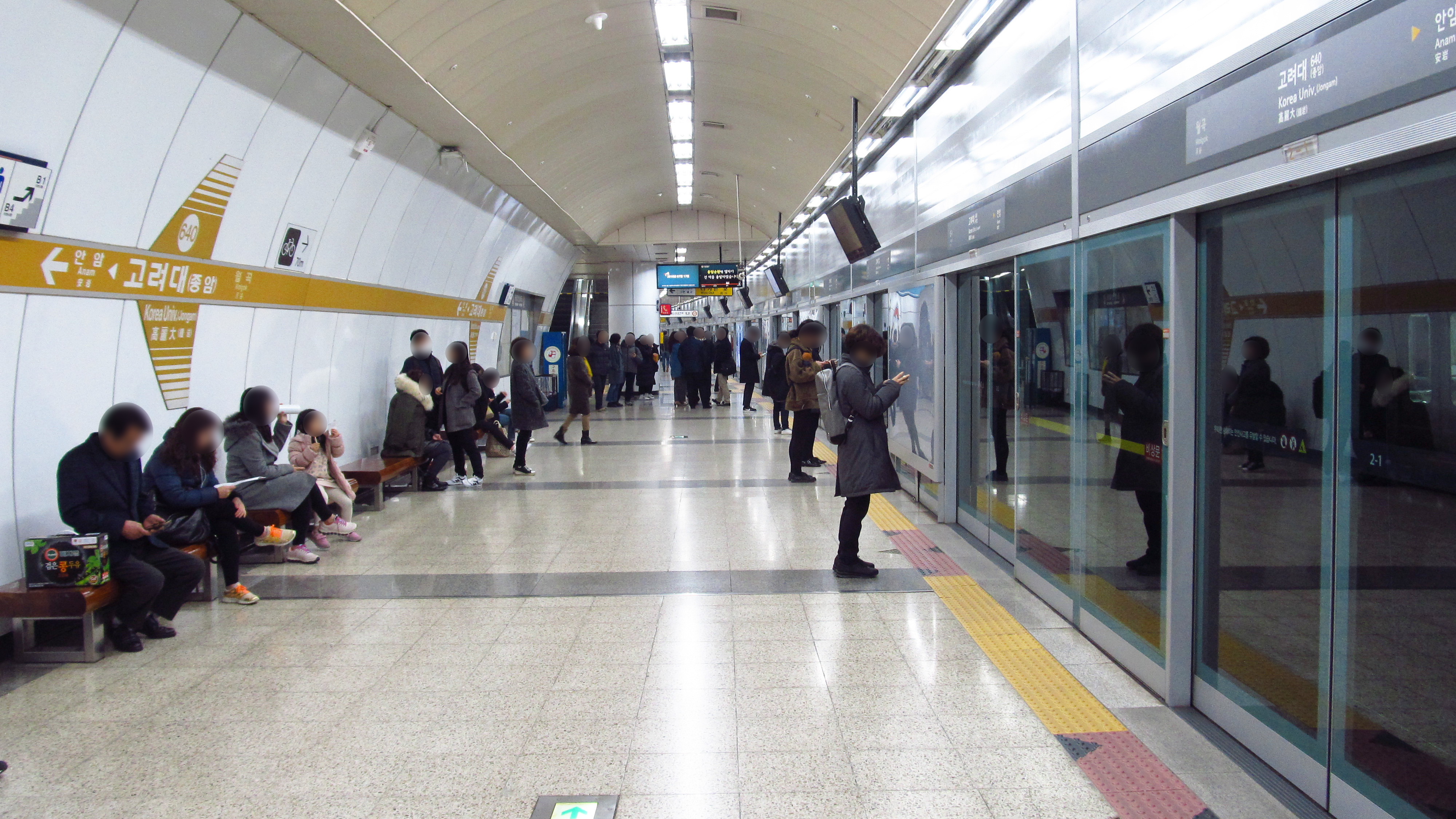
プラットホーム

相対式ホーム2面2線の地下駅。地下鉄12号線（計画中止）のスペースを考慮した構造となっており、6号線のホームは地上からやや深めの位置にある。

### のりば
案内上ののりば番号は設定されていない。
| 上り | 6号線 | 東廟前・三角地・ワールドカップ競技場駅・鷹岩方面 |
| 下り | 6号線 | 石渓・泰陵入口・烽火山・新内方面                 |

## 利用状況
近年の1日平均利用人員推移は下記のとおり。なお、2000年は開業日の12月15日から12月31日までの17日間の平均である。
| 路線  | 路線     | 2000年 | 2001年 | 2002年 | 2003年 | 2004年 | 2005年 | 2006年 | 2007年 | 2008年 | 2009年 | 出典  |
| ----- | -------- | ------ | ------ | ------ | ------ | ------ | ------ | ------ | ------ | ------ | ------ | ----- |
| 6号線 | 乗車人員 | 3,723  | 6,401  | 8,689  | 9,450  | 9,774  | 9,986  | 10,378 | 10,144 | 10,224 | 10,258 | [ 1 ] |
| 6号線 | 降車人員 | 3,667  | 6,496  | 8,497  | 9,198  | 9,393  | 9,610  | 10,046 | 9,805  | 9,911  | 10,012 | [ 1 ] |
| 6号線 | 乗降人員 | 7,390  | 12,897 | 17,186 | 18,648 | 19,166 | 19,596 | 20,423 | 19,949 | 20,135 | 20,270 | [ 1 ] |
| 路線  | 路線     | 2010年 | 2011年 | 2012年 | 2013年 | 2014年 | 2015年 |        |        |        |        | [ 1 ] |
| 6号線 | 乗車人員 | 10,535 | 10,543 | 10,463 | 10,455 | 10,382 | 10,253 |        |        |        |        | [ 1 ] |
| 6号線 | 降車人員 | 10,297 | 10,262 | 10,192 | 10,213 | 10,059 | 9,951  |        |        |        |        | [ 1 ] |
| 6号線 | 乗降人員 | 20,832 | 20,806 | 20,655 | 20,668 | 20,441 | 20,204 |        |        |        |        | [ 1 ] |

## 駅周辺
- 高麗大学校安岩キャンパス - 駅名の由来。駅は大学の建物「ライシウム」の地下に位置する。
- 鍾岩洞郵便局
- 城北区保健所
- ソウル崇体初等学校（朝鮮語版）
- ソウル大学校師範大学附属中学校（朝鮮語版）
- ソウル大学校師範大学附属高等学校
- 韓国開発研究院
- 貞和女子中学校（朝鮮語版）
- 貞和女子商業高等学校（朝鮮語版）
- 洪陵樹木園（朝鮮語版）

## 隣の駅
ソウル交通公社
 6号線
安岩駅 (639) - 高麗大駅 (640) - 月谷駅 (641)